# Astragalus vexans
Astragalus vexans är en ärtväxtart som beskrevs av Karl Heinz Rechinger och Mogens Engell Köie. Astragalus vexans ingår i släktet vedlar, och familjen ärtväxter. Inga underarter finns listade i Catalogue of Life.